# 宮崎輝
宮崎輝（みやざき かがやき、1909年（明治42年）4月19日 - 1992年（平成4年）4月17日）は、昭和・平成期の企業経営者。旭化成中興の祖と呼ばれた。勲一等瑞宝章受章。没後従三位追贈。吾妻町名誉町民及び延岡市名誉市民。

## 来歴・人物
長崎県南高来郡山田村（現：雲仙市吾妻町）出身。長崎県立島原中学校に入学、同中学時代は市内の曹洞宗の禅寺晴雲寺で5年間寄宿生活を送った。第五高等学校を経て東京帝国大学法学部英法科卒業後、日本窒素肥料（現：チッソ）に入社。旭ベンベルグ絹糸（後の旭化成工業、現：旭化成）に配属となる。
総務課長、東京事務所長を経て38歳で取締役に選任。延岡工場で起きた労働争議の解決に尽力し、その手腕が認められる事となった。
1961年（昭和36年）7月に片岡武修社長が心労で倒れ、7人の先輩役員を抜いて、末席専務から52歳で社長に就任した。
社長在任時には「ダボハゼ経営」、「いもづる式経営」と呼ばれる積極果敢な多角化に乗り出したほか、日米繊維交渉では日本化学繊維協会会長として業界側代表として楠岡豪ら通産省の現場らと連携した。
1985年（昭和60年）6月から死去するまで同社代表取締役会長。この間、1981年（昭和56年）から1983年（昭和58年）まで第二次臨時行政調査会委員を務めた。1992年（平成4年）4月17日、国内出張中に急逝。享年82。
宮崎の死去後、会長職は山口信夫が引き継いだ。

## 著書
- 宮崎輝談・大野誠治構成 『宮崎輝の取締役はこう勉強せよ!』中経出版、1986年、新版1992年。三笠書房・知的生きかた文庫、1991年。ISBN 4837904327
- 宮崎輝『私の履歴書―経済人〈22〉』日本経済新聞社、1987年。ISBN 4532030943。他は豊田英二ら全6人

## 評伝
- 大野誠治『評伝 宮崎輝』国際商業出版、1977年
- 上之郷利昭『宮崎輝の「逆転の経営」』講談社、1987年
- 大野誠治『経営の鬼 宮崎輝の遺言』にっかん書房、1992年11月